# Nadbiskupija Alba Iulia
Nadbiskupija Alba Iulia, katolička nadbiskupija u Transilvaniji, u Rumunjskoj.

## Povijest
Nastala je kao biskupija Transilvanije (mađ. Erdelj, njem. Karlsburg alias Siebenbürgen) 1009. godine odlukom mađarskoga kralja Stjepana I. Svetoga. Preimenovana je u biskupiji Alba Iulia 22. ožujka 1932. godine.
Papa Ivan Pavao II. podigao ju je na razinu nadbiskupije 5. kolovoza 1991. Također, izravno je podređena Vatikanu, dok ostale rumunjske biskupije pripadaju pod Bukureštansku crkvenu pokrajinu. Prvi i sadašnji nadbiskup je György Jakubinyi od 1994. godine.

## Opis
Nadbiskupija pokriva rumunjske županije: Alba, Bistriţa-Năsăud, Brasov, Cluj, Covasna, Harghita, Hunedoara, Mures, Sibiu i Sălaj.
Stolna katedrala sv. Mihovila nalazi se u gradu Alba Iulia. Manja bazilika nalazi se u mjestu Şumuleu Ciuc.
Oko 11% stanovnika toga područja su rimokatolici, a najviše ih živi u županijama Harghita i Covasna. Katolički vjernici su uglavnom Mađari.

## Vanjske poveznice
- (mađ.) Službene stranice biskupije
- (engl.) Popis crkvenih objekata u Nadiskupiji Alba Iulia